# Phygadeuon victoriensis
Phygadeuon victoriensis är en stekelart som beskrevs av Henry Keith Townes, Jr. 1944. Phygadeuon victoriensis ingår i släktet Phygadeuon och familjen brokparasitsteklar. Inga underarter finns listade i Catalogue of Life.